# پتناسکو
پتناسکو (به ایتالیایی: Pettenasco) یک کومونه در ایتالیا است که در استان نووارا واقع شده‌است.

## خصوصیات
پتناسکو ۷٫۱ کیلومترمربع مساحت و ۱٬۳۱۸ نفر جمعیت دارد.